# Jaroslav Grus
Jaroslav Grus, křtěný Jaroslav Vít (13. srpna 1891, Pardubice Zelené Předměstí – 13. října 1983, Praha) byl český malíř, krajinář.

## Život a dílo
Pocházel z rodiny správce pardubické spořitelny Víta Gruse. V letech 1907–1912 studoval na Akademii výtvarných umění v Praze u profesorů Hanuše Schwaigera a Vlaho Bukovace. Od roku 1918 byl členem SVU Mánes. Po studiích podnikl cesty do Francie (1925), Itálie (1927) a Španělska (1929) a poučil se z moderní západoevropské malby. Ve 20. a 30. letech užíval ve vlastní tvorbě nelomených barev a velké, krajně zjednodušené barevné plochy. Jeho malířský styl se příliš nezměnil až do roku 1945, kdy se radikálně zvýraznila barevnost jeho obrazů.
Byl členem KSČ. Po roce 1948 podle Konečného „přispěl svou tvorbou ke vzniku socialistickorealistického umění a nevyhnul se některým důsledkům deformací, které byly dětskou nemocí této metody“. Od 50. let se věnoval malbě motivů z průmyslového prostředí (Tovární hala, 1950, Ostravsko, 1961). Těžištěm jeho tvorby byl venkov, krajina Polabí a podhůří Krkonoš. Roku 1961 byl jmenován zasloužilým umělcem, roku 1970 národním umělcem a zároveň předsedou přípravného výboru, později předsedou normalizačního Svazu českých výtvarných umělců. Roku 1971 obdržel Řád práce a téhož roku (8. října 1971) byl jmenován čestným občanem města Pardubic. Od roku 1973 byl Jaroslav Grus členem Klubu přátel Pardubicka. V roce 1978 otiskl v časopisu Klubu Zprávy své vzpomínky Pardubice mého mládí.
Jako předseda normalizačního Svazu českých výtvarných umělců roku 1977, při příležitosti oslavy 60. výročí Velké říjnové socialistické revoluce, ve svém článku odsoudil výtvarníky, kteří se v 60. letech „nedokázali vymanit z pozic individualismu a vyjít vstříc novým požadavkům revoluční kultury. Na přesnější diagnózu jejich postojů jsme si museli počkat až do krizových let 1968-1969, kdy plně nebo vůbec neobstáli.“ „Umění pomáhá v životní orientaci, činí mezilidské vztahy krásnějšími a ušlechtilejšími. Abychom uchovali tuto perspektivu, musíme ještě důsledněji uplatňovat v umění stranickost, která je a zůstává rozhodujícím faktorem zapojení umělecké tvorby do společenského procesu a vede tvůrce k zásadovému ideovému pojetí“.
Další ocenění: 1975 – Národní cena Československé socialistické republiky, 1976 – Řád republiky, 1981 – Řád Klementa Gottwalda
Pohřben byl na Centrálním hřbitově v Pardubicích.

## Výstavy (výběr)
- 1949 Výtvarní umělci k II. všeodborovému sjezdu, Dům výtvarného umění, Praha
- 1952 Svaz českých výtvarných umělců III. středisko Mánes. III. členská výstava, Mánes, Praha
- 1952 Výtvarní umělci na stavbách socialismu, Mánes, Praha
- 1967 Umělci k výročí Října, Bruselský pavilon, Praha
- 1973 Výtvarní umělci k 25. výročí Února, Praha
- 1975 Výtvarní umělci k 30. výročí osvobození Československa Sovětskou armádou, Praha
- 1977 Výtvarní umělci Velkému říjnu, Praha
- 1978 Umění vítězného lidu. Přehlídka současného československého výtvarného umění k 30. výročí Vítězného února, Praha
- 1981 Lidé práce, bojů a vítězství, Východočeská galerie v Pardubicích
- 1981 Čas bojů a vítězství: České výtvarné umění let 1938 – 1950, Staroměstská radnice, Praha
- 1981 Boje a zápasy českého moderního umění. Výstava na počest 60.výročí založení KSČ, Oblastní galerie v Liberci
- 1983 Výtvarní umělci životu a míru. Výstava malířství, sochařství, grafiky a užitého umění k 35. výročí Vítězného února, Praha
- 1985 Vyznání životu a míru. Přehlídka československého výtvarného umění k 40. výročí osvobození Československa Sovětskou armádou, Praha, Dom kultúry, Bratislava
- 1986 České umění 20. století, Alšova jihočeská galerie v Hluboké nad Vltavou
- 1987 Cesty za uměním naší doby. Ideje VŘSR v české výtvarné kultuře, Mánes, Praha
- 1988 Lidé – život – práce. Výtvarná díla ze sbírek Ústřední rady odborů, Mánes, Praha
- 2005 Mladé umění 1998 – 2005. Oficiální umění 1960 – 1989, Mánes, Praha

## Ocenění
- Zasloužilý umělec (1961)
- Národní umělec (1970)
- Řád práce (1971)
- Řád republiky (1976)
- Řád Klementa Gottwalda (1981)